# Vimalanatha

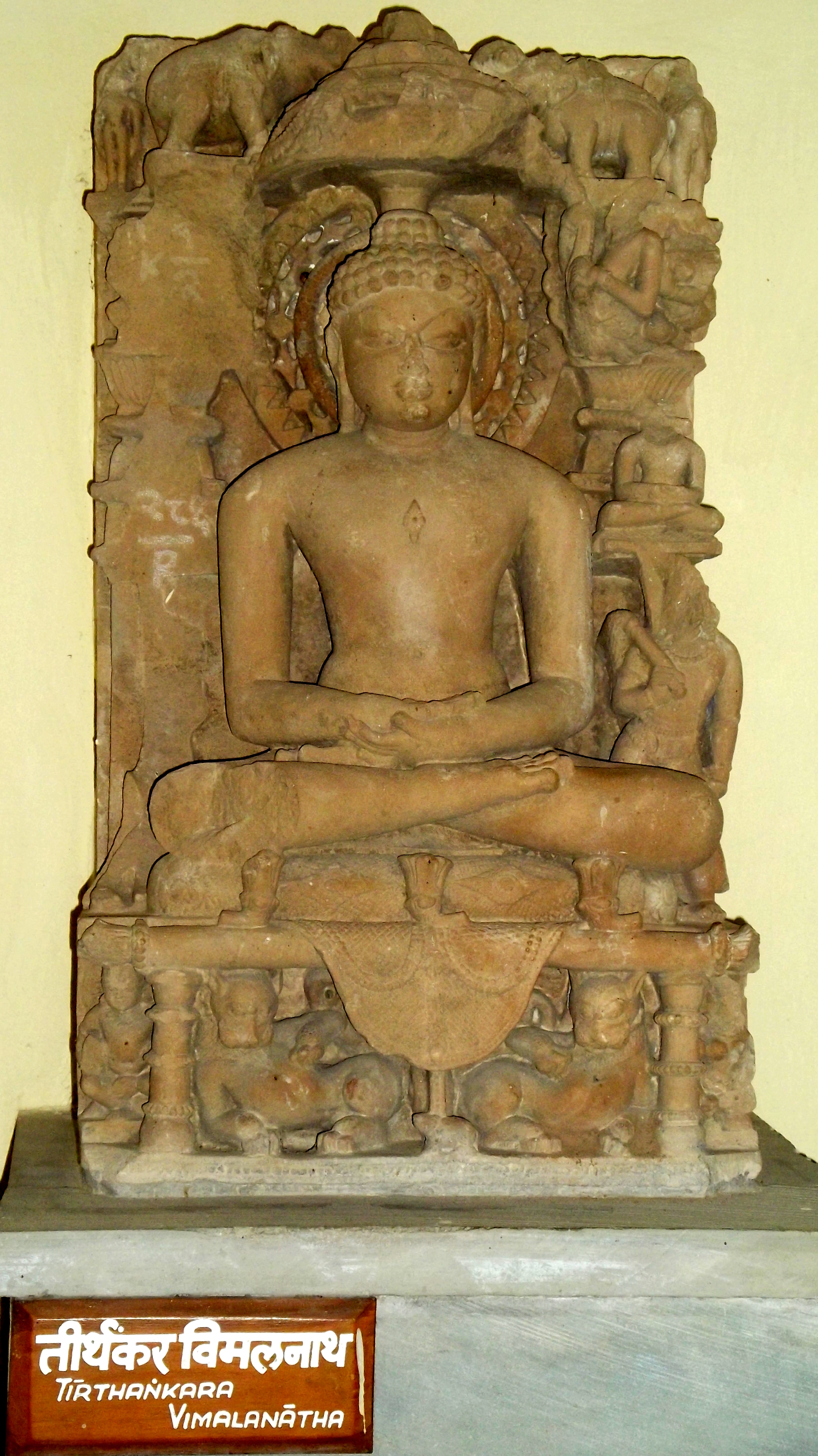
Estatua de Vimalanatha en un museo indio.

Vimalanatha fue el decimotercer Tirthankara jainista de la era actual (Avasarpini). Según las creencias jainistas, se convirtió en un Siddha, un alma liberada que ha destruido todo su karma. Vimalanatha nació del rey Kratavarma y la reina Shyamadevi en Kampilya de la dinastía Ikshvaku. Su fecha de nacimiento fue el tercer día del mes Magh Sukla del calendario indio.